# Micropygia
Micropygia was een geslacht van vogels uit de familie Rallidae (rallen, koeten en waterhoentjes). Bij een taxonomische herziening in 2025 is de enige soort in dit geslacht, Schomburgks ral, verplaatst naar het geslacht Rufirallus.